# ТДУ-1
ТДУ-1 — тормозная двигательная установка, применявшаяся при запуске кораблей Восток и Восход, созданная в 1959 году.

## История
При обсуждении в ОКБ-1 проблемы возвращения человека из космоса разгорелась дискуссия — Сергей Павлович Королёв выступал за заказ ТДУ с твердотопливным двигателем, однако его отговорили оппоненты в лице В. П. Мишина и К. Д. Бушуева, и он согласился на применение жидкостных реактивных двигателей.
Главным аргументом оппонентов Королева в этом вопросе стало то, что управление величиной импульса ЖРД гораздо надёжнее, чем РДТТ.
В. П. Мишину и В. М. Мельникову было поручено срочно встретиться с А. М. Исаевым и уговорить его разработать специальный жидкостной реактивный двигатель для ТДУ. Несмотря на то, что большинство из окружения Исаева выступало за сдачу уже отработанного маленького твердотопливного двигателя, Алексей Михайлович решил взять на себя целиком разработку двигательной установки (ведущий конструктор — Н. Г. Старобогатов).
Первые четыре испытательных пуска ТДУ прошли в целом успешно. При пятом не сработал клапан горючего, из-за чего топливо не поступило в камеру сгорания, что было устранено заменой клапана.
Все семь наземных испытаний прошли успешно. Первый пуск первого космического корабля С. П. Королева (1КП) также прошёл без нареканий.
19 августа 1960 г. был осуществлен старт 1К № 2 с собаками Белкой и Стрелкой. Это был первый случай возвращения из космоса живых существ, однако не сработала катапульта. Ещё несколько запусков с собаками завершились неудачей из-за отказа первой и третьей ступени ракеты-носителя.
Пуск и приземление ЗКА-1 и ЗКА-2 с манекеном и собакой прошли успешно.
29 марта 1961 г. на заседании ВПК под председательством Д. Ф. Устинова было заслушано предложение С. П. Королёва о запуске человека на борту космического корабля «Восток». 12 апреля 1961 года Ю. А. Гагарин совершил первый полёт человека в космос.
Применялась ТДУ и на космических кораблях серии Восход.